# Gonomyia (Gonomyia) modica
Gonomyia (Gonomyia) modica is een tweevleugelige uit de familie steltmuggen (Limoniidae). De soort komt voor in het Palearctisch gebied.